# 33-й саммит G8

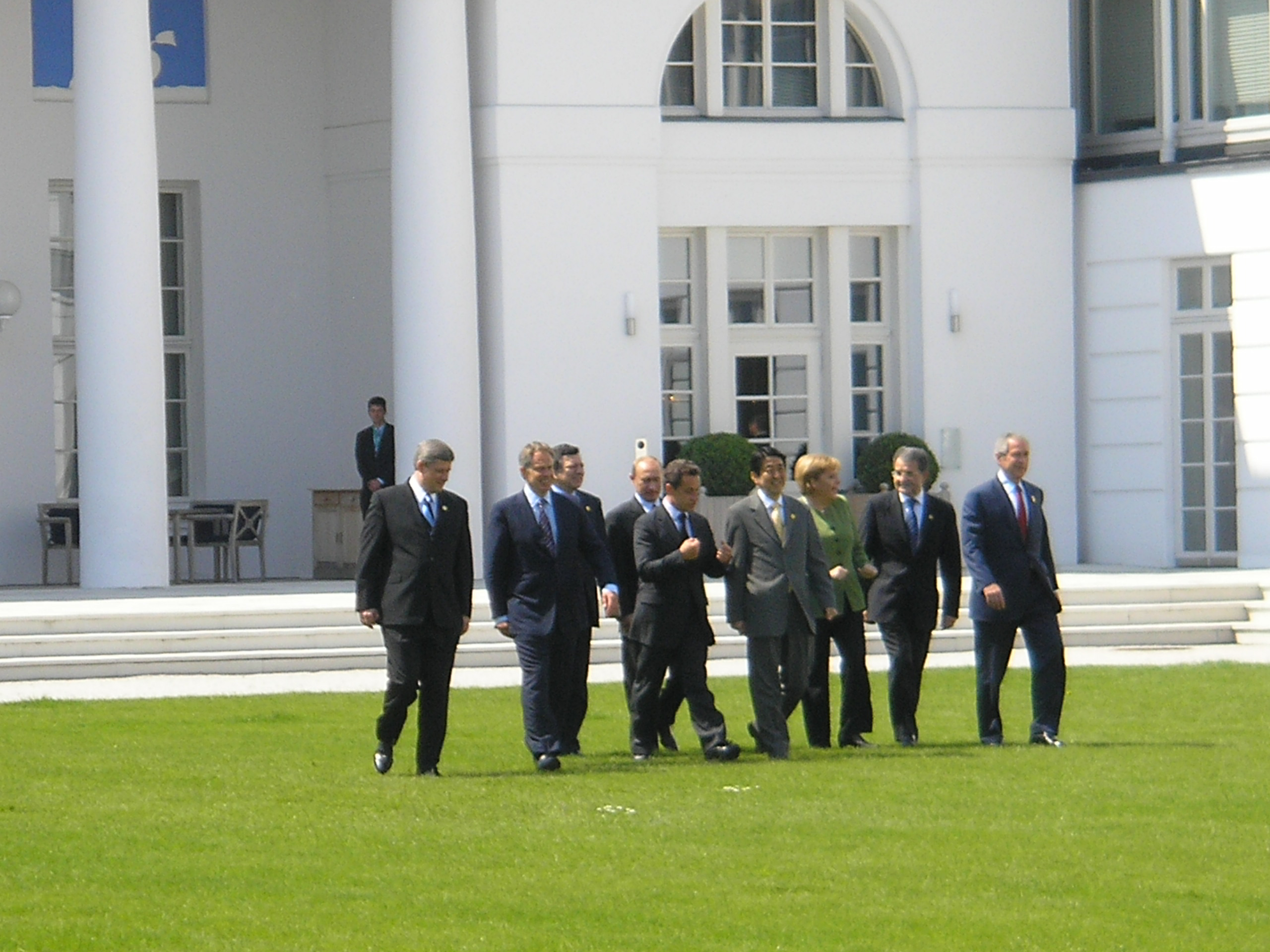
Официальное фото участников

33-й саммит «Большой восьмёрки» (G8) — международная встреча, проводилась с 6 по 8 июня 2007 года в местечке Хайлигендамм, пригороде Бад-Доберана в Передней Померании на северо-востоке Германии. К главным заявленным темам относятся глобальное потепление, ситуация в Африке и на Ближнем Востоке. Обсуждалась также ситуация в Ираке, ядерная программа Ирана, размещение элементов ПРО США в Восточной Европе.
Организация встречи подверглась ожесточённой критике в самой Германии. В частности, прозвучали обвинения в чрезмерных финансовых затратах (так, только разработка лого встречи обошлась в более 100 тысяч евро), уничтожении памятников архитектуры, в произволе полиции и многочисленных зачистках под предлогом борьбы с терроризмом. 3 июня прошли большие столкновения мирных демонстрантов с полицией. В результате было ранено около 1000 человек. Материальный ущерб оценивают в 1 000 000 евро. Среди демонстрантов был выявлен один полицейский провокатор в штатском, который бросал камни в полицию.

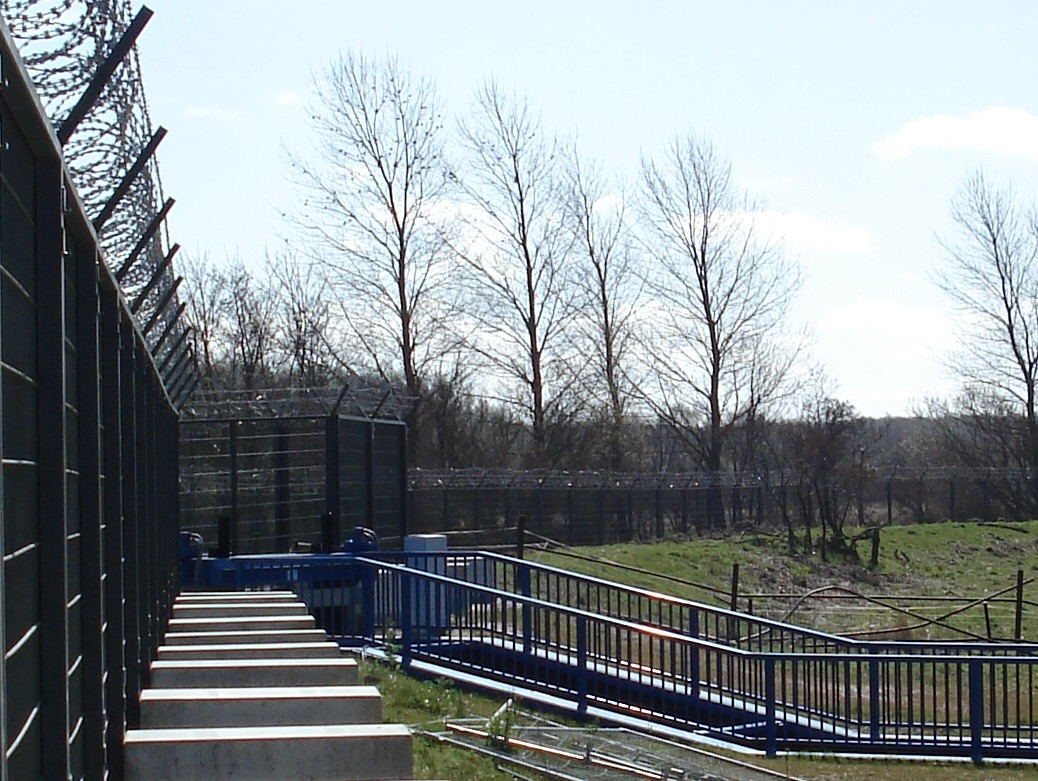
Забор в полосе безопасности

## Участники
- Великобритания
Премьер-министр Тони Блэр
- Германия
Федеральный канцлер Ангела Меркель
- Италия
Премьер-министр Романо Проди
- Канада
Премьер-министр Стивен Харпер
- Россия
Президент Владимир Путин
- США
Президент Джордж Буш
- Франция
Президент Николя Саркози
- Япония
Премьер-министр Синдзо Абэ

## Повестка дня
В конце 32-го саммита в России, немецкий канцлер Ангела Меркель сообщила, что повестка следующего саммита ещё не определена, но борьба с нищетой во всём мире будет одной из его основных тем.
По данным официального сайта немецкого председательства в большой восьмёрке девизом саммита будет «Рост и ответственность» с основным упором на темы «Инвестиции, инновации и устойчивость» и «Африка: хорошее управление, долговременные инвестиции, мир и безопасность». Планируется обсудить прозрачность финансовых рынков, интеллектуальную собственность и энергетическую эффективность, а также изменения климата (см. официальную повестку дня саммита (англ.)).
Вопросы размещения элементов американской системы ПРО также стали предметом обсуждения в рамках саммита. 7 июня Владимир Путин выступил с неожиданным предложением для США: вместо строительства радара в Чехии совместно с Россией использовать Габалинскую РЛС в Азербайджане. Президент США Джордж Буш назвал данное предложение «интересным».

## Программа и содержание дискуссий саммита
- Среда 6 июня 2007

11:00- 18:00 Прибытие глав государств и правительств — членов G8
19:10 Прием и неформальный обед для глав G8 и их партнёров
- Четверг 7 Июня 2007

9:30 Официальное приветствие членов G8
10:00 Рабочее заседание членов G8: Рост и ответственность в мировой экономике / «Heiligendamm process»
12:00 Общее фото представителей стран-участниц G8
12:15 Встреча глав государств и правительств G8 с молодыми людьми из J8
13:15 Бизнес-ланч глав G8: «Актуальные вопросы внешней политики»
14:30 Двусторонние встречи
16:00 Рабочее заседание глав государств и правительств G8: «Изменение климата и эффективность использования энергии»
19:30 Бизнес-ланч глав государств и правительств G8: «Новый импульс развития Доха-раунда»
21:30 Дижестив и возможность для двусторонних встреч
- Пятница 8 июня 2007

9:00 Рабочее заседание глав государств и правительств G8 с председателем Комиссии Африканского союза, с Генеральным секретарём ООН и с представителями стран: Египта, Алжира, Нигерии, Сенегала, Южной Африки, Эфиопии и Ганы: «Рост и ответственность для Африки: мир и безопасность, развитие партнёрства G8 и Африки, совершенствование системы здравоохранения.»
Далее Общее фото глав государств и правительств G8 с представителями Африки
10:45 Рабочее заседание глав государств и правительств G8 с главами государств: Бразилии, Китая, Индии, Мексики, Южной Африки: Рост и ответственность в мировой экономике / «Heiligendamm process», изменение климата.
Далее Общее фото глав государств и правительств G8 с главами государств: Бразилии, Китая, Индии, Мексики, Южной Африки
Далее Общее фото глав государств и правительств G8 со всеми присутствующими главами государств
13:00 Бизнес-ланч глав государств и правительств G8 с главами государств- участниц, а также с Генеральным секретарём ООН, Генеральным секретарём ОЭСР, вице-президентом Всемирного банка, директором МВФ, исполнительным директором Международного энергетического агентства и генеральным директором ВТО: Рост и ответственность в мировой экономике / «Heiligendamm process», новый импульс развития Доха-раунда
15:00 Пресс-конференция

## Критика
Большой критике со стороны германских оппозиционеров подверглось неправовое насилие полицейских над демонстрантами. Так, многочисленные свидетели показывают, что полицейские, даже в отсутствие угрозы для них, набрасывались на демонстрантов, арестовывали и избивали их. Особенной критике подверглись места содержания арестованных демонстрантов. По сути это были клетки под навесом площадью в 25 м². Первоначально полиция планировала, что содержание в них будет лишь временной мерой, не более чем на два часа, после чего арестованных должны были перевести в нормальные изоляторы. Однако этого организовано не было, и арестованные вынуждены были провести всё время встречи в клетках, связанные наручниками, без еды, питья и туалета. Так как арестованных никто никуда не переводил, то клетки оказались перегружены: в них содержалось до 20 человек. Германские оппозиционеры отмечают, что по своим масштабам аресты были задуманы как акт запугивания демонстрантов: так, из тысяч арестованных суд в Ростоке осудил единицы, несмотря на то, что действия демонстрантов были хорошо задокументированы как журналистами, так и специальной полицейской съёмкой.